# Писма са Иво Џиме
Писма са Иво Џиме (јап. Iwo jima kara no tegami; енгл. Letters from Iwo Jima) је ратни филм из 2006. године који је режирао Клинт Иствуд.

## Радња
Филм почиње на Иво Џими у садашњости, где јапански археолози истражују тунеле који су прокопани за време америчке инвазије острва. Нешто откопавају, а радња се премешта на Иво Џиму 1944. године.
Саиго, бивши пекар који је присилно регрутован у јапанску царску војску и његов вод копају ровове на плажи. У међувремену, поручник-генерал Курибајаши Тадамичи преузима заповедање гарнизоном у друштву свог помоћника, поручника Фуџите. Састају се са острвским заповедником морнарице, контраадмиралом Ошугијем, и замеником главног заповедника одбране острва, генерал-пуковником Хајашијем, те започињу инспекцију одбране острва. Курибајаши заповеда војницима да прекину копати ровове на плажи и да почну прокопавати тунеле на брду Сурибачи. Курибајаши се сукобљава са наредником Танидом док овај туче Саигоа и његовог пријатеља Кашивару, због наводне нелојалности и наређује му да престане.
Следеће вечери, поручник-пуковник Барон Такеичи Ничи, освајач златне олимпијске медаље у јахању са препонама, који сада заповеда 26. тенковском јединицом, придружује се Курибајашију за вечером. Њих двојица су коњички официри који не верују у фанатични милитаризам као многи њихови саборци. Ничи каже Курибајашију како јапанска царска морнарица која брани Иво Џиму нема довољно опреме; велики дио јапанске удружене флоте адмирала Џисабуроа Озаве је уништен у бици код залива Лејте. Курибајаши евакуише цивиле са Иво Џиме на јапанско копно. Сукобљава се са вишим јапанским официрима, између осталих и са Хајашијем и Ошугијем, који се не слажу са његовом стратегијом одбране са копна, а не са плажа, за које Курибајаши сматра да ће их Американци муњевито заузети.
Слаба храна и нехигијенски услови узимају данак међу члановима гарнизона па многи умиру од дизентерије. Јапанске снаге почињу користити пећине као штабове. Други млади војник, Шимицу, стиже на дужност на острво, мењајући Кашивару, који је умро од дизентерије. Саиго и његови пријатељи оптужују Шимицуа да је он шпијун послан из штаба како би извештавао о „нелојалним“ војницима.
Убрзо следи прво америчко ваздушно бомбардовање, које присиљава Јапанце да копају дубље у вулканско острво. Курибајаши шаље адмирала Ошугија, који се не осећа добро, назад у Јапан. Замењује га контраадмирал Тошиносуке Ичимару. Почиње битка за Иво Џиму.
Јапанске снаге на плажи су врло брзо поражене и напад се сели на брдо Сурибачи. Танида наређује Саигоу да пренесе поруку заповеднику брда Сурибачи, пуковнику Адачију, у којој тражи још један митраљез. Саиго није добро чуо поруку генерала Курибајашија преко радија и преноси поруку пуковнику Адачију да се његови људи почну повлачити, али Адачи каже Саигоу да пренесу нареднику Таниди да он и његови људи почине самоубиства. Сатник Танида се покорава овој заповеди и упуца сам себе у главу. Већина преосталих војника, укључујући Нозакија, убијају се један по један с властитим ручним гранатама. Саиго, међутим, почиње бежати и напушта шпиљу са Шимицуом, уверивши га да ће више користи имати ако се наставе борити.
Двојица мушкараца беже кроз тунеле и сусрећу јединице које су упале у америчке заседе. Наилазе и на неколико војника који муче заробљеног америчког војника. Успевају стићи до другог пећинског дела којим заповеда поручник Ито, бивши заповедник острвских ваздушних снага. Ито им одлучује одрубити главе због напуштања Сурибачија, али у задњи тренутак стиже генерал Курибајаши и спасава Саигоа, и каже како је наредио повлачење.
Војници из пећина покушавају неуспешан напад на америчке позиције. Ничијеви људи заробљавају рањеног америчког маринца, Сема, а Ничи наређује да му се помогне иако влада несташица медицинских средстава. Упркос њиховим покушајима, маринац умире, а Ничи чита писмо које је маринцу послала мајка. Подсећају се како су и Американци људи попут њих, са породицама, надама и страховима.
Шимицу признаје Саигоу како је нечасно отпуштен из Кемпеитаија, главног војног штаба, након само пет дана службе јер није хтео убити пса који је лајао иако му је то наредио надређени официр. Тада су га преместили на Иво Џиму. Сазнавши ту причу, Саиго мало попушта у свом односу према Шимицуу. Шимицу доживљава слом живаца од страха и упита Саигоа хоће ли се предати заједно са њим. Напушта пећину са другим војником, али пре него што је Саиго требало да крене за њим, појављује се поручник Окубо и упуца другог војника због дезертерства.
Убрзо након тога, Шимицу се предаје америчким маринцима и придружује се другим јапанским војницима који су се предали. Један од америчких чувара, који се не жели оптерећивати ратним заробљеницима, касније их погуби. Побијене војнике налазе Јапанци, а поручник Окубо им показује што се догађа онима који се предају.
Саиго и остали преживели састају се с Курибајашијем, који препознаје Саигоа. Планира се последњи напад са свим расположивим снагама. Курибајаши наређује Саигоу да остане у позадини и уништи све документе, укључујући своја лична писма која је писао породици, и тако му спасава живот трећи пут. Курибајаши и преостале снаге полазе у последњи напад, а Курибајаши је врло озбиљно рањен.
Одани Фуџита одвлачи Курибајашија подаље од битке. Следећег јутра, док се назире пораз, Курибајаши наређује Фуџити да му одруби главу. Међутим, док овај подиже мач, убија га амерички маринац. Убрзо се појављује Саиго, а Курибајаши му заповееда да га покопа, „тако ме нико неће наћи“. (Курибајашијево тело заправо никад није пронађено). Курибајаши упита Саигоа „је ли ово и даље јапанско тло?" Саиго га увјерава да је „да, то је и даље Јапан“. Курибајаши се тада упуца Колтом 1911 који му је поклонио пријатељ Американац кад је једном био у САД. Стиже иста она америчка патрола као и у претходној сцени, одузимајући Курибајашијев пиштољ и Фуџитин мач као ратне трофеје.
Саиго је заробљен, али кад угледа Курибајашијев пиштољ за ременом једног маринца, почне дивљачки махати лопатом. Ударају га кундаком у главу и одводе га у импровизирану болницу на плажи. Он угледа залазеће сунце и слабо се насмеши.
Радња се враћа у 2005. са јапанским археолозима у пећини који откопавају торбу са писмима, никад послатим, која је Саиго закопао 1945. Док испадају из торбе, чује се Курибајашијев глас како их чита у позадини.

## Улоге
| Глумац            | Улога                          |
| ----------------- | ------------------------------ |
| Кен Ватанабе      | генерал Тадамичи Курибајаши    |
| Казунари Ниномија | редов Саиго                    |
| Цујоши Ихара      | Пуковник, барон Такеичи Ниши   |
| Рјо Касе          | редов Шимизу                   |
| Шидо Накамура     | морнарички поручник Ито        |
| Хироши Ватанабе   | Поручник Фуџита                |
| Такуми Бандо      | Капетан Танида                 |
| Јуки Мацузаки     | редов Нозаки                   |
| Нае Јуки          | Ханако (Саигова жена)          |
| Нобумаса Сакагами | Адмирал Осуги                  |
| Акико Шима        | вођа Удружења жена патриота    |
| Лукас Елиот       | Сем (рањени амерички маринац)  |
| Марк Мозис        | амерички офоцор (у „флешбеку") |
| Роксана Харт      | официрова жена                 |

## Зарада
- Зарада у САД - 13.756.082 $
- Зарада у иностранству - 54.914.841 $
- Зарада у свету - 68.670.923 $